# 兩人的童年花園
《兩人的童年花園》是由澳洲工作室The Voxel Agents開發的益智游戏，於2018年發行。該作僅以畫面和遊戲玩法傳達情節，講述了兩位主角阿麗娜和弗萊德特的成長故事。兩人於某天雨夜意外落入由夢境組成的巨大海洋，並於探索島嶼的過程中回憶自相識後的共同經歷。玩家需協助兩人解謎，並透過操縱時間和運用兩人各自擁有的不同能力，啟動位於島嶼頂端的傳送門完成關卡。
該作是The Voxel Agents歷時四年半開發的遊戲，源於開發團隊發想的遊戲概念原型。該作由蒂姆·希尔作曲，他於該作發行後推出原聲帶《Glowing Pains: Music From The Gardens Between》。該作發行後獲評多為正面，媒體讚揚了該作的玩法、美術風格和角色刻畫，而部分批評其關卡難度不均和故事情節膚淺。該作獲頒2018年澳洲遊戲開發獎「年度遊戲」、2019年蘋果設計大獎和2019年威比獎「最佳益智遊戲」，並獲得數項提名。

## 情節
《兩人的童年花園》僅以畫面和遊戲玩法傳達情節，而非對話或旁白。該作講述了女孩阿麗娜和男孩弗萊德特的故事，兩人互為鄰居且彼此親暱。某天雨夜，兩人偷偷溜出家門，並躲藏到建於兩棟房屋之間、花園廣場之上的樹屋內。躲藏期間，光球在兩人面前形成，並使樹屋落入由夢境組成的巨大海洋，其中幾組小島展現了他們自阿麗娜搬新家後的共同經歷。兩人於海洋中不時出現的島嶼間航行，點亮島嶼頂端的傳送門，最終抵達中心島嶼的大型傳送門。兩人在點亮傳送門的過程中，海洋的天氣陰晴不定。於完成每個區域的末尾，會出現該區域所代表的記憶片段，並在天空中產生星座。點亮中心島嶼的傳送門後，所有島嶼塌陷並沉入海洋，留下回到樹屋的兩人。隔日早晨，因為弗萊德特將搬離原住處，故兩人以相互擁抱告別彼此。

## 玩法

其中一座島嶼，由阿麗娜和弗萊德特建造樹屋的經歷構成

《兩人的童年花園》是一款益智游戏，共有8個區域，每個區域有2—3個關卡。每個關卡皆為滿布各式物體的島嶼，且有條能穿過這些物體的蜿蜒小路。玩家啟動位於島嶼頂端的傳送門即完成關卡。阿麗娜手持可吸收附近光源的燈籠，她可使用已點亮的燈籠啟動附近的傳送門，或清除固態的紫色霧氣。關卡中會有四處跳躍的立方體生物，玩家可給予它們燈籠，並於別處取走。弗萊德特可搖動附近的風鈴，用於開關內含光源或吸收光源的花朵。
玩家雖不能直接操控阿麗娜或弗萊德特，但可操縱時間的流逝或倒流，兩人會隨時間流逝沿著小路行走。玩家不得調整時間至兩人之一無法前往的地方。物體間的時間流逝程度並不一致，例如玩家可先操控阿麗娜於花朵取得光源，之後倒流時間，再讓阿麗娜將已點亮的燈籠置於途經的立方體生物上。弗萊德特可開關裝置，使特定物體（如收音機、園藝水管等）因調整時間而移動。前述方法可用於清除先前無法通行的路徑，或將帶有光源的花朵帶到阿麗娜身邊等。玩家在部分關卡需運用水平思考，使角色於操縱時間時做出相應動作。

## 開發
《兩人的童年花園》是由澳洲工作室The Voxel Agents歷時四年半開發的遊戲。開發團隊於2011年發想了一些遊戲概念的原型，這些原型多與時間操縱有關。開發團隊受2002年電影啟發，片中角色以來回移動手掌調整視訊記憶的時間軸。雖然這個概念未於當時轉化為遊戲，但當遊戲總監亨利克·彼得森於2014年重回工作室後，他便著手以此概念為基礎的演示版本開發。2014年的早期原型版本中已有在島嶼的路徑向上行走的想法，並加入了一些解謎關卡。例如玩家先使用火炬點燃掉落中的木棍並倒流時間，木棍會回到原先的位置點燃烽火，再穿行瀑布拾取另一株火苗。
該作起初使用小红帽的故事，隨後開發團隊打算以原創故事替代，後者由敘事設計師布鲁克·马格斯創作。該作於開發初期雖在敘事方面保留了部分童話故事的元素，但不久後即轉用更加超現實的幻想元素，且較少取用現有的幻想故事。該作運用了「旅行和回歸」（Voyage and Return）的敘事概念，取自《爱丽丝梦游仙境》、《羊男的迷宮》、《第十四道門》等作。
該作關卡的美術風格取材於枯山水，彼得森將其稱為島嶼或花園，而島嶼的主題皆與年輕人的追求息息相關，如电子游戏、體育運動、流行音乐等。每座島嶼都代表了阿麗娜和弗萊德特友誼中的一段時刻，關卡中的元素是「環境說故事」（environmental storytelling）的一部分，後者用以彰顯前者對兩人的意義。這些時刻源自工作室成員的童年。關卡以「邏輯設計」結合「主題設計」：前者是指開發人員事先畫出關卡各部分的時間線，再決定這些時間線如何交錯組合；後者是指開發人員先以故事為基礎，挑選適合出現於該關卡的物體，再決定這些物體如何與時間互動。角色設計方面，阿麗娜和弗萊德特的個性迥異，前者「無畏、固執且極其獨立」，後者「不斷好奇和漫步」。該作的首席動畫師兼設計師乔希·艾伦·布拉德伯里表示，遊戲整體的概念是要傳達對兩人兒時意義重大的時刻，而非在他們成年後仍具意義的時刻。該作時間操縱的機制隱喻兩人透過重溫共同回憶，以不同方面創造、記憶這些時刻。
The Voxel Agents以《兩人的童年花園》先後於2017年3月和10月的PAX游戏展參展。《兩人的童年花園》於2018年9月20日在Microsoft Windows、macOS、Linux、任天堂Switch、PlayStation 4平台發行，Xbox One版本於11月29日發行，iOS版本於2019年5月17日發行，Android版本於2020年7月15日發行，PlayStation 5版本於2022年6月16日發行。The Voxel Agents於該作之前的遊戲皆於行動平台首發。開發團隊不以行動平台為首選設計該作後，執行製作人西蒙·乔斯林表示這個決策改變了「（開發團隊）與遊戲的關係」和對遊戲的期望。

### 音樂
該作由電台唱片騎師蒂姆·希尔作曲，他曾創立唱片公司Spirit Level和為2013年遊戲《二重奏》作曲。彼得森於遊戲開發早期曾與他洽談合作，表示希望找到能與開發過程同步創作音效的音樂家，使音樂家和開發者之間相互啟發，並邀請他擔任遊戲的音效設計師。遊戲原聲帶的靈感源於冰島作曲家和氛围音乐。原聲帶收錄的歌曲多為氛圍音樂，其風格以輕柔奔放的歌曲（如〈Golden Satin〉）為主，部分為帶有人聲且較有條理的歌曲（如〈Are You The Same (feat. researcher)〉）。希尔表示他想創作能在營造強烈氛圍下，同時反映出平靜和輕微憂鬱感的原聲帶。希尔於2018年10月12日以數位音樂和黑膠唱片發行原聲帶《Glowing Pains: Music From The Gardens Between》，內含部分遊戲音軌，而黑膠唱片版本額外收錄了兩首新曲〈Graphiti〉和〈Memory Palace〉。
| 數位下載／黑膠唱片 | 數位下載／黑膠唱片                       | 數位下載／黑膠唱片 |
| 曲序               | 曲目                                     | 时长               |
| ------------------ | ---------------------------------------- | ------------------ |
| 1.                 | Spirit Home                              | 2:17               |
| 2.                 | Where Will We Go (feat. Biddy Connor)    | 3:24               |
| 3.                 | Between Friends                          | 3:47               |
| 4.                 | Calm Before                              | 4:28               |
| 5.                 | The Storm (feat. Liam McGorry)           | 2:22               |
| 6.                 | Are You The Same (feat. researcher)      | 3:12               |
| 7.                 | Weight of Air (feat. Leah Kardos & mara) | 5:47               |
| 8.                 | 1994 World                               | 2:57               |
| 9.                 | Golden Satin                             | 5:27               |
| 10.                | Don't Forget This Time (feat. Mid Hike)  | 3:01               |
| 11.                | Spirit Duet                              | 3:06               |
| 12.                | Between Ends (feat. Lonelyspeck)         | 1:54               |
| 总时长：           | 总时长：                                 | 41:48              |

| 黑膠唱片（額外收錄） | 黑膠唱片（額外收錄） |
| 曲序                 | 曲目                 |
| -------------------- | -------------------- |
| 1.                   | Graphiti             |
| 2.                   | Memory Palace        |

## 反應
《兩人的童年花園》分別於2018年澳洲遊戲開發獎獲頒「年度遊戲」，於2018年独立游戏节獲「優秀視覺藝術」提名和獲頒2019年苹果设计大奖。該作也於2019年威比獎獲頒「最佳益智遊戲」，並獲「最佳美術指導」提名。該作於2019年西南偏南遊戲大獎獲「玩家之聲：電子遊戲」提名，於2020年Pocket Gamer手機遊戲大獎獲「最佳音頻／視覺成就」提名。該作於2020年度國際手機遊戲大獎獲頒「優秀美術」，並於同年12月獲頒Google Play年度最具創新力遊戲大獎。根據评论聚合网站Metacritic統計，評論員對該作的評價以正面為主。USgamer的卡蒂·麦卡锡認為該作是「運用精簡遊戲機制下的優良範例」，展示了一個微小的要素能延展的玩法。GameSpot的彼得·布朗表示該作雖然遊玩時長較短，但過程中取得的溫暖舒適感令他印象深刻。Push Square的格雷厄姆·巴纳斯認為該作雖是幾近優秀的益智遊戲，但於細節上仍有不足。
評論員讚揚了該作的玩法，麦卡锡和Rock, Paper, Shotgun的杰伊·卡斯泰洛稱讚於遊玩過程中不斷加入的各式謎題機制。布朗和任天堂世界報導的达恩·库普曼認為該作的謎題相當巧妙，而Pocket Gamer的埃米莉·索登表示謎題平衡良好。Eurogamer的埃德温·埃文斯-瑟尔韦尔稱讚該作部分謎題中討喜的片段。Polygon的科林·坎贝尔提到遊戲玩法既有趣又不會氣餒，過程中也不會感到厭倦。《衛報》的奥利弗·霍姆斯表示該作於謎題的多樣性和獨創力等方面非常出色。而麦卡锡和卡斯泰洛於評論中表示各關卡之間的難度不均，如遊戲後段的關卡過於容易且太直截了當。埃文斯-瑟尔韦尔認為遊戲末尾的關卡較不有趣，Jeuxvideo.com的Guii_則認為該作雖然既有趣又不會很複雜，但作為益智遊戲而言過於簡單。
該作的呈現方式也大獲好評，庫普曼稱讚了該作迷人的美術風格，而TouchArcade的林赛·梅休則喜愛該作於沒有「毫無意義的填充片段」下講述了其簡短的故事。布朗、卡斯泰洛和埃文斯-瑟尔韦尔皆著重讚揚該作兩位主角一言不發的角色刻畫。Guii_和麦卡锡稱讚該作於故事與玩法的融合，但布朗對此持相反意見。該作的音樂獲評多為正面。梅休稱讚了該作的原聲帶，Guii_則認為原聲帶雖好聽但缺乏變化。Adventure Gamers的帕斯卡·泰卡亚表示配樂與敘事之間相得益彰，為該作增添了些許特色。霍姆斯則稱該作為其主題量身訂做了一套電子音樂原聲帶。巴纳斯提到配樂會隨時間操縱而起伏，使他仿彿籠罩於縹緲的氛圍中，也增強了遊戲的質感。
評論員對該作的情節褒貶不一。布朗和卡斯泰洛表示喜愛該作的故事主題，而坎贝尔認為該作的主題，即孩童的成長故事，在独立游戏中並不新穎。麦卡锡和埃文斯-瑟尔韦尔認為該作的故事太過溫和、直白，且兩位主角之間沒有衝突。Guii_表示故事雖愜意但膚淺，埃文斯-瑟尔韦尔則認為「摯友之間很少會如此平靜」，並提到開發團隊錯失了利用這一要素的機會。巴纳斯提到該作僅用短暫的過場動畫介紹劇情，且無法在其他部分窺見該作的故事元素，感覺不像在講述一個真正的故事。

## 外部連結
- 官方网站 （英文）